# Louis Aimar
Louis Aimar (* 5. Januar 1911 in Saluzzo; † 14. September 2005 in Aubagne) war ein französischer Radrennfahrer und nationaler Meister im Radsport.

## Sportliche Laufbahn
Aimar stammte aus dem Piemont, siedelte aber in jungen Jahren nach Marseille über. Dort begann er mit dem Radsport im Verein US Marseille. Am 6. April 1933 erhielt er die französische Staatsbürgerschaft. 1930 gelang ihm sein erster Sieg bei Marseille–Toulon–Marseille, diesen Sieg wiederholte er ein Jahr später. 1935 siegte er bei der französischen Militärmeisterschaft der Steher. Er gewann einige Rennen im Süden Frankreichs wie Toulon–Nizza 1932 und entschloss sich, 1938 am Grand Prix des Nations teilzunehmen. Er gewann das Rennen bei seinem ersten Start vor Gerrit Schulte. 1941 konnte er das Rennen erneut gewinnen. Aimar war von 1931 bis 1945 Berufsfahrer. 1938 wurde er Zweiter der Marokko-Rundfahrt mit einem Etappensieg. Zweimal gewann er die nationale Meisterschaft auf der Bahn in der Einerverfolgung, 1941 und 1942. Von 1938 bis 1944 gewann er 71 Bahnrennen, wobei er in der Einerverfolgung besonders erfolgreich war. Bei der Tour de France war Aimar während seiner Laufbahn nicht am Start.